# Langenberg (Kreis Gütersloh)
Langenberg este o comună din districtul Gütersloh, landul Renania de Nord - Westfalia, Germania. Deoarece există mai multe localități cu acest nume, atunci când este necesar se precizează astfel: Langenberg (Kreis Gütersloh) (Langenberg din districtul Gütersloh).